# Rhytidortalis nigripes
Rhytidortalis nigripes är en tvåvingeart som beskrevs av Valery Korneyev 1991. Rhytidortalis nigripes ingår i släktet Rhytidortalis och familjen bredmunsflugor. Inga underarter finns listade i Catalogue of Life.